# Daihatsu Fellow Max
Daihatsu Fellow Max — кей-кар производства японской компании Daihatsu.

## 360 см3

### Fellow
9 ноября 1966 года компания Daihatsu представила модель Fellow (кодовое обозначение — L37), также известную как Daihatsu 360 на экспортных рынках. Первоначально модель продавалась только в комплектациях DeLuxe и Super DeLuxe, затем в феврале 1967 года в модельный ряд была включена стандартная версия. В июне 1967 года в модельный ряд были добавлены универсал (Fellow Van), пикап и фургон. Компоновка — переднемоторная, заднеприводная. Автомобили оснащались рядным двухцилиндровым двухтактным двигателем «ZM» с водяным охлаждением объёмом 356 см3,мощностью 23 л. с., который также применялся в Daihatsu Hijet. Коробка передач — четырёхступенчатая механическая. Масса двигателя составляет 58 кг. Fellow — первый японский автомобиль с прямоугольными фарами.
В октябре 1967 года на Токийском автосалоне была представлена модель Fellow SS, продажи которой начались в июне 1968 года. Пробег составил 400 метров за 21,2 секунды. Максимальная скорость — 115 км/ч.
Также в октябре 1967 года Daihatsu Fellow прошёл небольшой фейслифтинг. Изменения коснулись приборной панели и рулевого колеса. В январе 1969 года были установлены фиксированный подголовник со стороны водителя и ремни безопасности (в связи со вступлением в силу новых правил безопасности). В июле того же года мощность двигателя была увеличена до 26 л. с. В модельный ряд была включена топовая комплектация — «Custom». Размеры задних фонарей также были немного увеличены. В сентябре 1969 года был налажен выпуск электромобиля Daihatsu Fellow Van EV.

В 1970 году автомобили были сняты с производства.

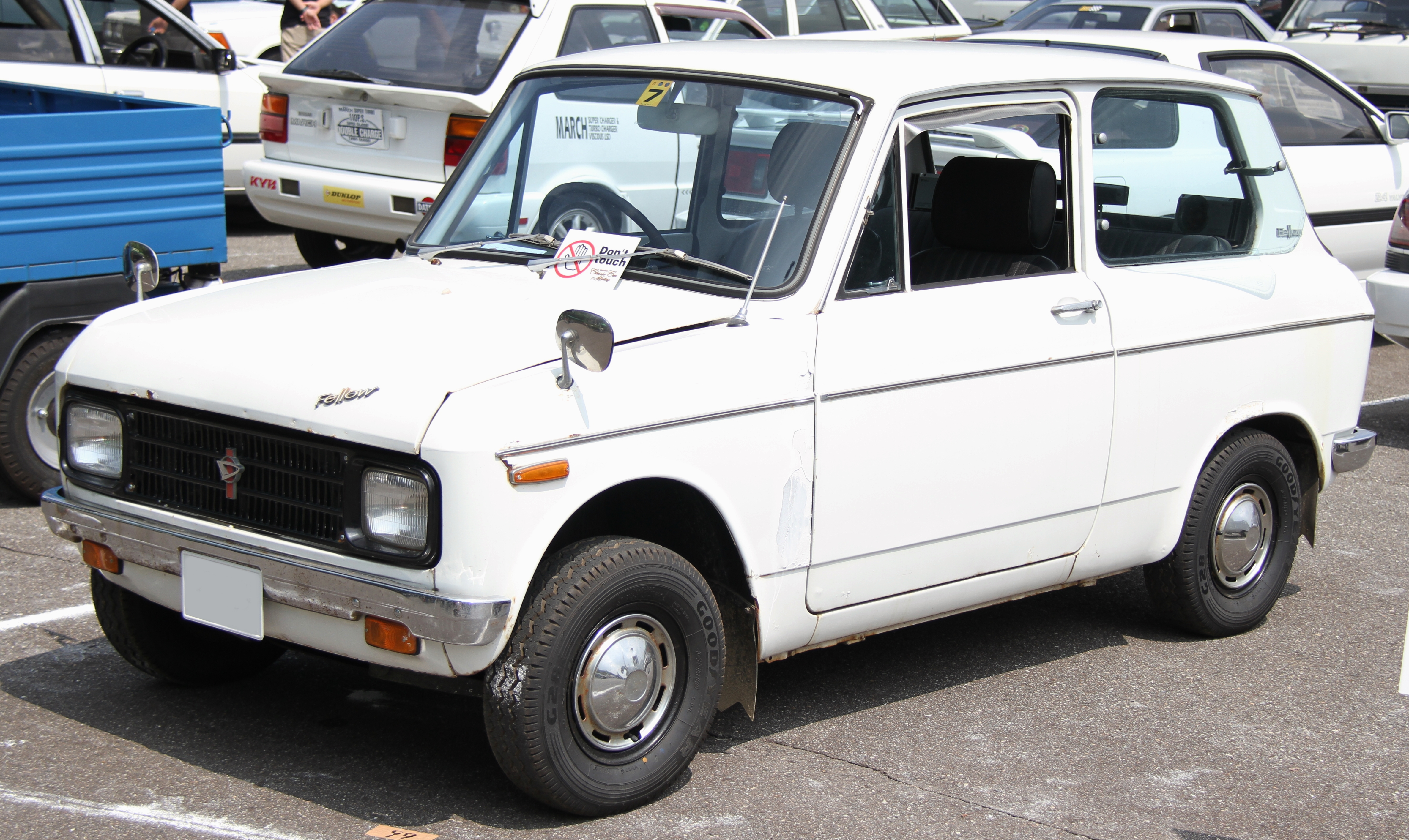
Вид спереди
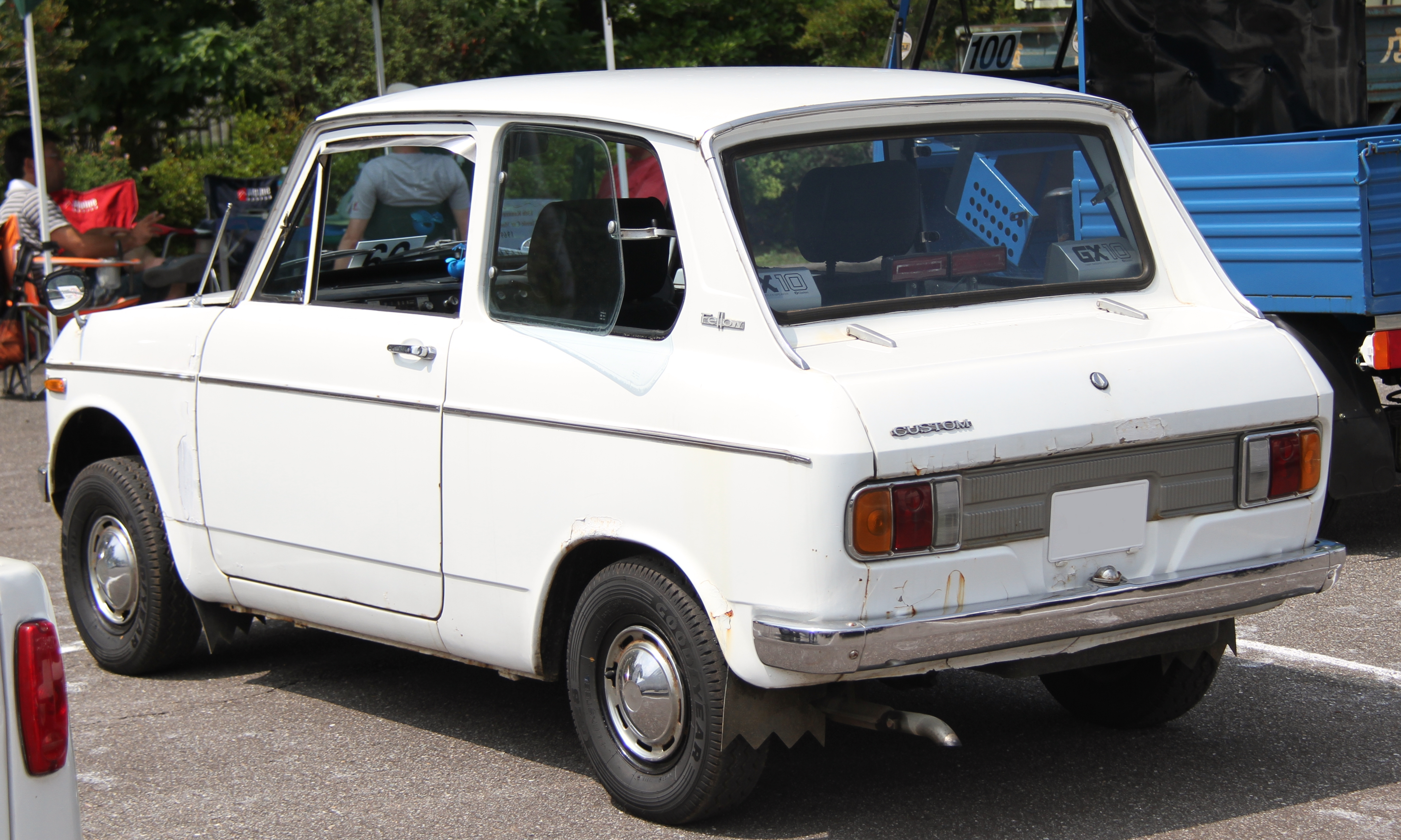
Вид сзади
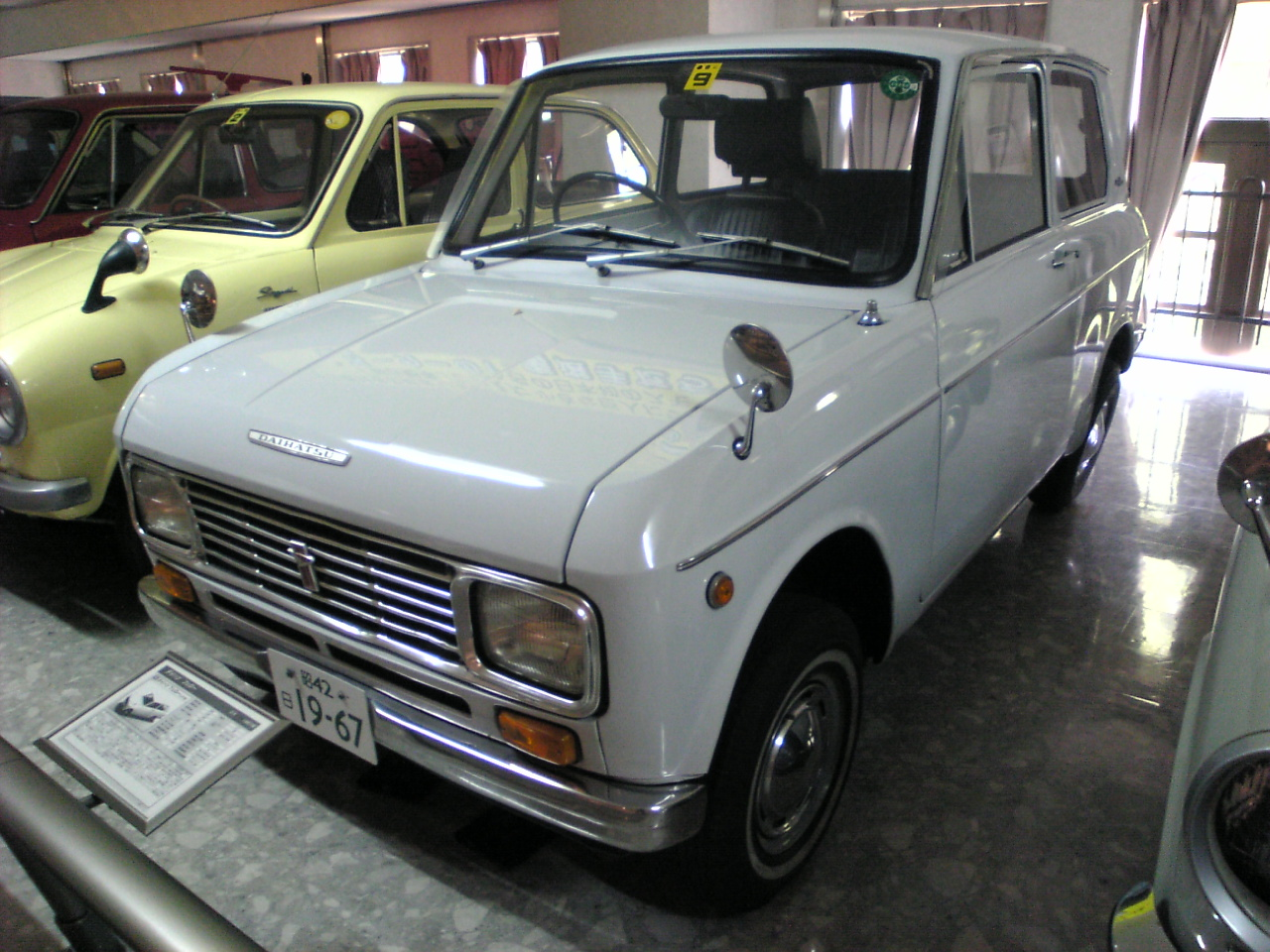
Daihatsu Fellow L37
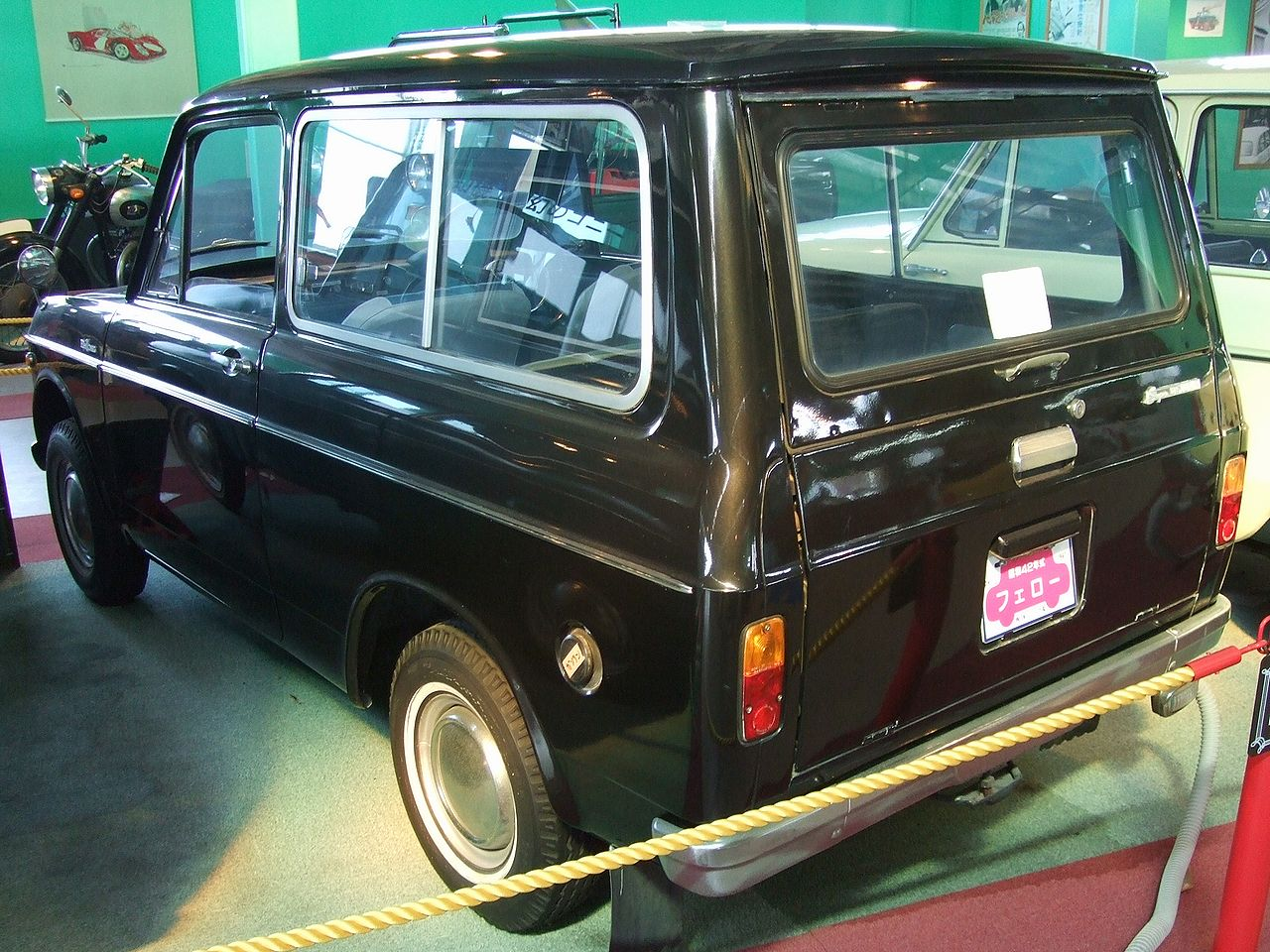
Daihatsu Fellow Van

| Daihatsu Fellow L37  | Daihatsu Fellow L37                                               | Daihatsu Fellow L37 | Daihatsu Fellow L37 | Daihatsu Fellow L37 | Daihatsu Fellow L37 | Daihatsu Fellow L37                                          | Daihatsu Fellow L37 | Daihatsu Fellow L37 | Daihatsu Fellow L37 | Daihatsu Fellow L37 | Daihatsu Fellow L37                                                      | Daihatsu Fellow L37 | Daihatsu Fellow L37 | Daihatsu Fellow L37                   | Daihatsu Fellow L37     |
| Версия               | Двигатель                                                         | Мощность            | Мощность            | Мощность            | Крутящий момент     | Крутящий момент                                              | Размеры (мм)        | Размеры (мм)        | Размеры (мм)        | Масса (кг)          | Максимальная скорость (км/ч)                                             | Трансмиссия         | Производство        | Производство                          | Примечания              |
| Версия               | Двигатель                                                         | л.с.                | кВт                 | при об/мин          | Н⋅м                 | при об/мин                                                   | Длина               | Ширина              | Высота              | Масса (кг)          | Максимальная скорость (км/ч)                                             | Трансмиссия         | Начало              | Конец                                 | Примечания              |
| -------------------- | ----------------------------------------------------------------- | ------------------- | ------------------- | ------------------- | ------------------- | ------------------------------------------------------------ | ------------------- | ------------------- | ------------------- | ------------------- | ------------------------------------------------------------------------ | ------------------- | ------------------- | ------------------------------------- | ----------------------- |
| Std, DX, SDX         | ZM (двухтактный, двухцилиндровый, с водяным охлаждением, 356 см3) | 23                  | 17                  | 5,000               | 34,3                | 4,000 (Std, DX, SDX) 4,500 (Std, DX, SDX, Custom) 5,000 (SS) | 2,990               | 1,285               | 1,350               | 1,990               | 100 (Std, DX, SDX) 110 (Std, DX, SDX, Custom) 115 (SS) 85 (Van Std, SDX) | 4-скор. МКПП        | 11.1966             | 07.1969                               | Std. с 02.1967          |
| Std, DX, SDX, Custom | ZM (двухтактный, двухцилиндровый, с водяным охлаждением, 356 см3) | 26                  | 19                  | 5,500               | 34,3                | 4,000 (Std, DX, SDX) 4,500 (Std, DX, SDX, Custom) 5,000 (SS) | 2,990               | 1,285               | 1,350               | 1,990               | 100 (Std, DX, SDX) 110 (Std, DX, SDX, Custom) 115 (SS) 85 (Van Std, SDX) | 4-скор. МКПП        | 07.1969             | 04.1970                               | Рестайлинговая версия   |
| SS                   | ZM (двухтактный, двухцилиндровый, с водяным охлаждением, 356 см3) | 32                  | 23.5                | 6,500               | 37,3                | 4,000 (Std, DX, SDX) 4,500 (Std, DX, SDX, Custom) 5,000 (SS) | 2,990               | 1,285               | 1,350               | 1,990               | 100 (Std, DX, SDX) 110 (Std, DX, SDX, Custom) 115 (SS) 85 (Van Std, SDX) | 4-скор. МКПП        | 06.1968             | 04.1970                               |                         |
| Van Std, SDX (пикап) | ZM (двухтактный, двухцилиндровый, с водяным охлаждением, 356 см3) | 23                  | 17                  | 5,000               | 34,3                | 4,000 (23 л. с.) 4,500 (26 л. с.)                            | 2,995               | 1,295               | 1,430 (1,420)       | 1,940               | 100 (Std, DX, SDX) 110 (Std, DX, SDX, Custom) 115 (SS) 85 (Van Std, SDX) | 4-скор. МКПП        | 06.1967             | 07.1969 (23 л. с.) 07.1970 (26 л. с.) | Грузоподъёмность 300 кг |
| Van Std, SDX (пикап) | ZM (двухтактный, двухцилиндровый, с водяным охлаждением, 356 см3) | 26                  | 19                  | 5,500               | 34,3                | 4,000 (23 л. с.) 4,500 (26 л. с.)                            | 2,995               | 1,295               | 1,430 (1,420)       | 1,940               | 100 (Std, DX, SDX) 110 (Std, DX, SDX, Custom) 115 (SS) 85 (Van Std, SDX) | 4-скор. МКПП        | 07.1969             | 07.1969 (23 л. с.) 07.1970 (26 л. с.) | Грузоподъёмность 300 кг |

### Fellow Buggy

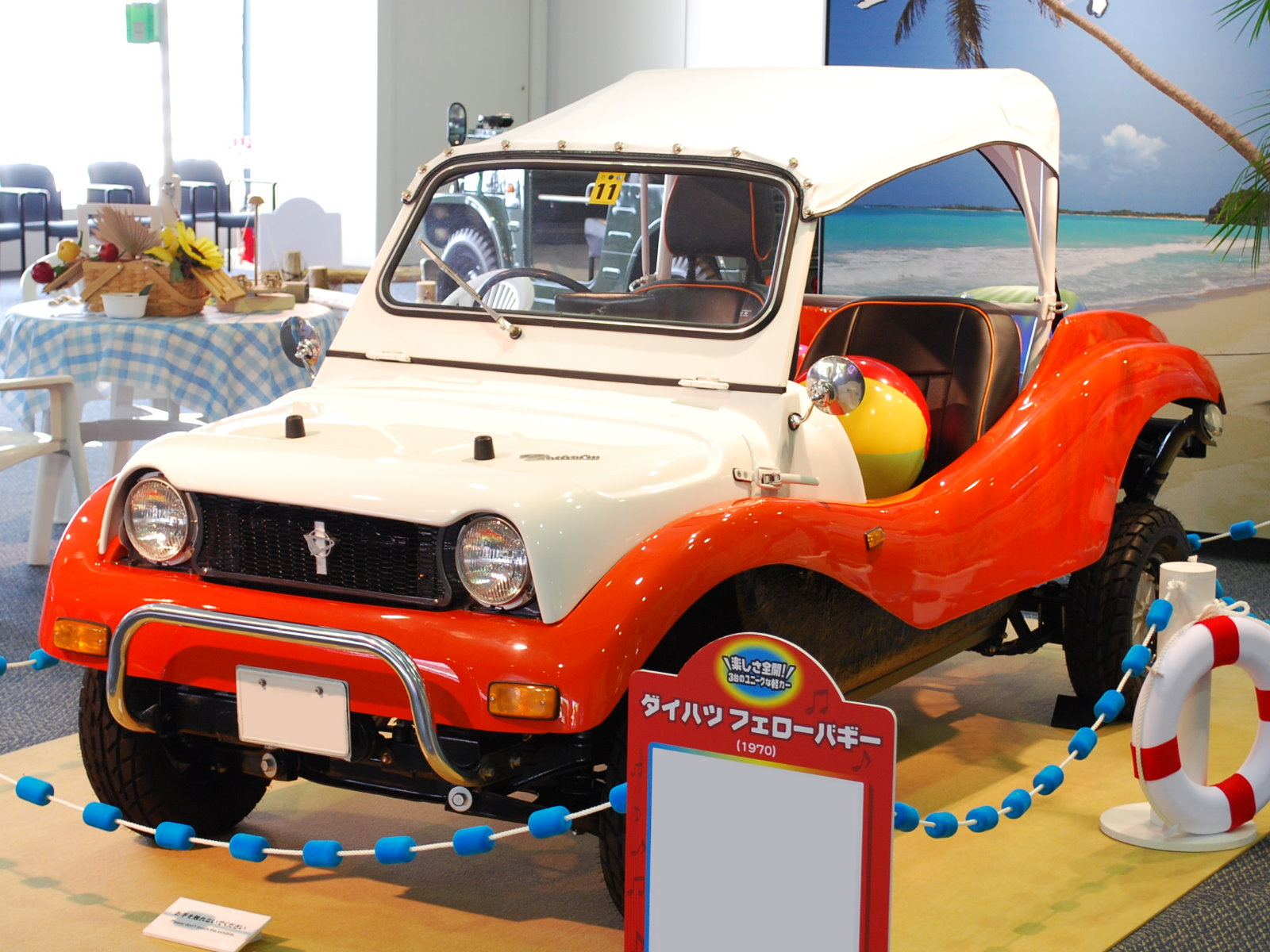
Daihatsu Fellow Buggy

Fellow Buggy был представлен в 1970 году одновременно с тремя другими типами кузова (универсал, пикап и седан). Всего было выпущено около 100 экземпляров. Автомобили выпускались на базе Hijet S37 с кузовом, армированных волокном, и приводились в движение двигателем мощностью 19 кВт (26 л. с.). Максимальная скорость — 95 км/ч.

### Fellow Max
Переднеприводный Daihatsu Fellow Max (L38) был представлен в апреле 1970 года. Первоначально автомобиль продавался в кузовах двухдверный седан и трёхдверный универсал (L38V). В августе 1971 года в модельный ряд было добавлено купе (L38GL). В комплектации SL и GXL Hardtop входят передние дисковые тормоза. В октябре 1972 года в модельный ряд был включён четырёхдверный седан L38F. Его габариты по требованиям регламентов о кей-карах составляли 2995 мм × 1295 мм, хотя колёсная база была увеличена на 100 мм (до 2 090 мм). Автомобили оснащались двухцилиндровым двухтактным двигателем ZM4 объёмом 360 см3, мощностью 24 кВт (33 л. с.). Максимальная скорость — 115 км/ч, степень сжатия — 10:1. В июле 1970 года в модельный ряд была включена версия SS с двигателем ZM5 с двумя карбюраторами мощностью 40 л. с. (SAE) с удельной мощностью более 112 л. с. на литр. Максимальная скорость — 120 км/ч, степень сжатия — 11:1. Двигатель работает на высокооктановом бензине. Расширительные камеры сгорания, расположенные спереди и сзади, означали повышенный уровень шума.
В октябре 1972 года мощность двигателей была снижена до 31—37 л. с. в целях снижения расхода топлива и соответствия новым, более строгим нормам выбросов. Двигатель мощностью 31 л. с. получил название ЗМ12, а двигатель мощностью 37 л. с. — ЗМ13.
На экспортных рынках автомобиль назывался «Daihatsu 360». В Австралии автомобиль поступил в продажу в начале 1972 года в кузове двухдверный седан под названием Max 360X. Автомобиль был оснащён двигателем мощностью 33 л. с. Во время дорожных тестов, проведённых журналом Wheels, максимальная скорость составила 109 км/ч, а разгон до 97 км/ч составил 33,2 секунды. В Новой Зеландии автомобиль назывался Daihatsu 360X.

Daihatsu Fellow Max проходил фейслифтинг в марте 1971 года (обновлённая решётка радиатора, модифицированная приборная панель), марте 1972 года (обновлённая приборная панель, круглые фары и капот с продольными складками), мае 1973 года (обновлённые крылья, бамперы и капот) и в октябре того же года (обновлённое оборудование безопасности). В феврале 1975 года бамперы вновь были модифицированы в целях обеспечения установки более крупных номерных знаков. В то же время интерьер претерпел некоторые изменения. От двигатель с двумя карбюраторами отказались, поскольку он не соответствовал новым нормам выбросов. Таким образом, все модели оснащались двигателем ЗМ12 мощностью 31 л. с. В мае 1976 года автомобили были сняты с производства.

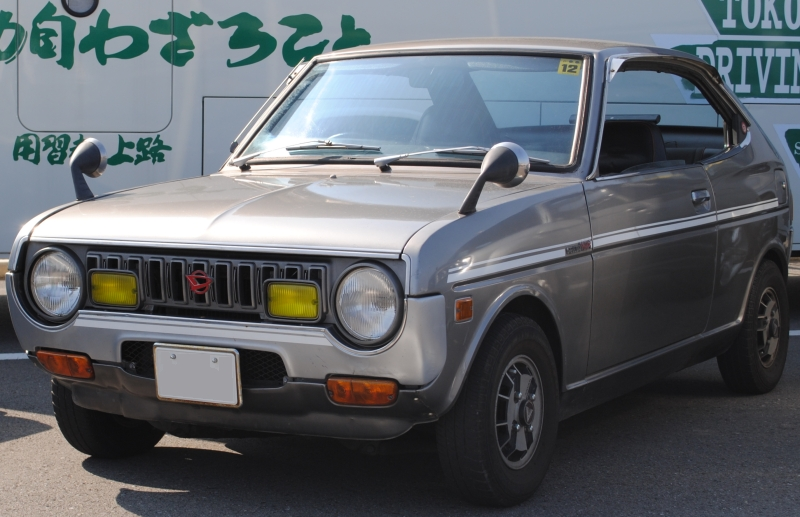
1973—1975 Daihatsu Fellow Max HT Coupé (L38GL)
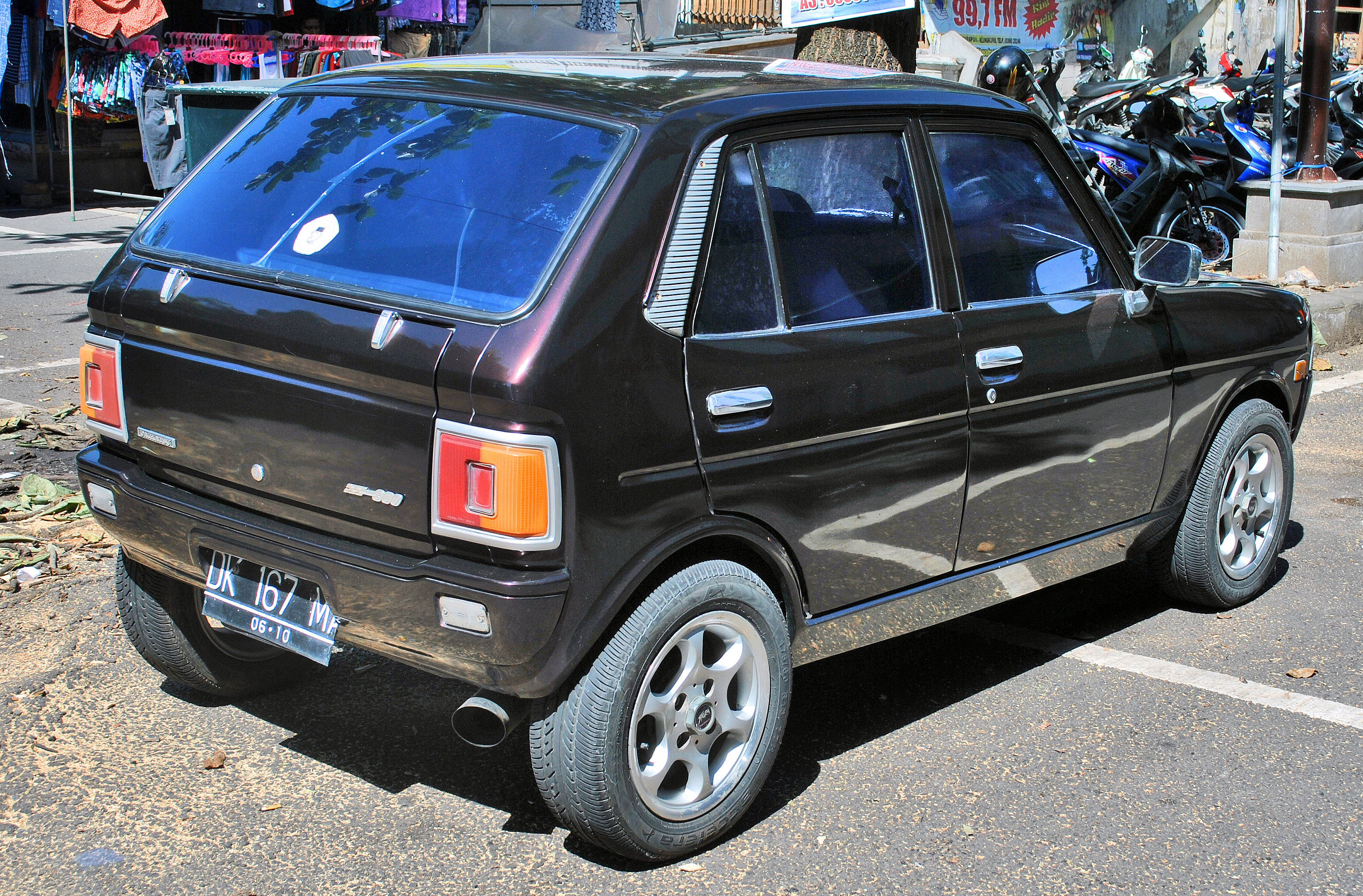
Daihatsu Fellow Max (четырёхдверный седан)
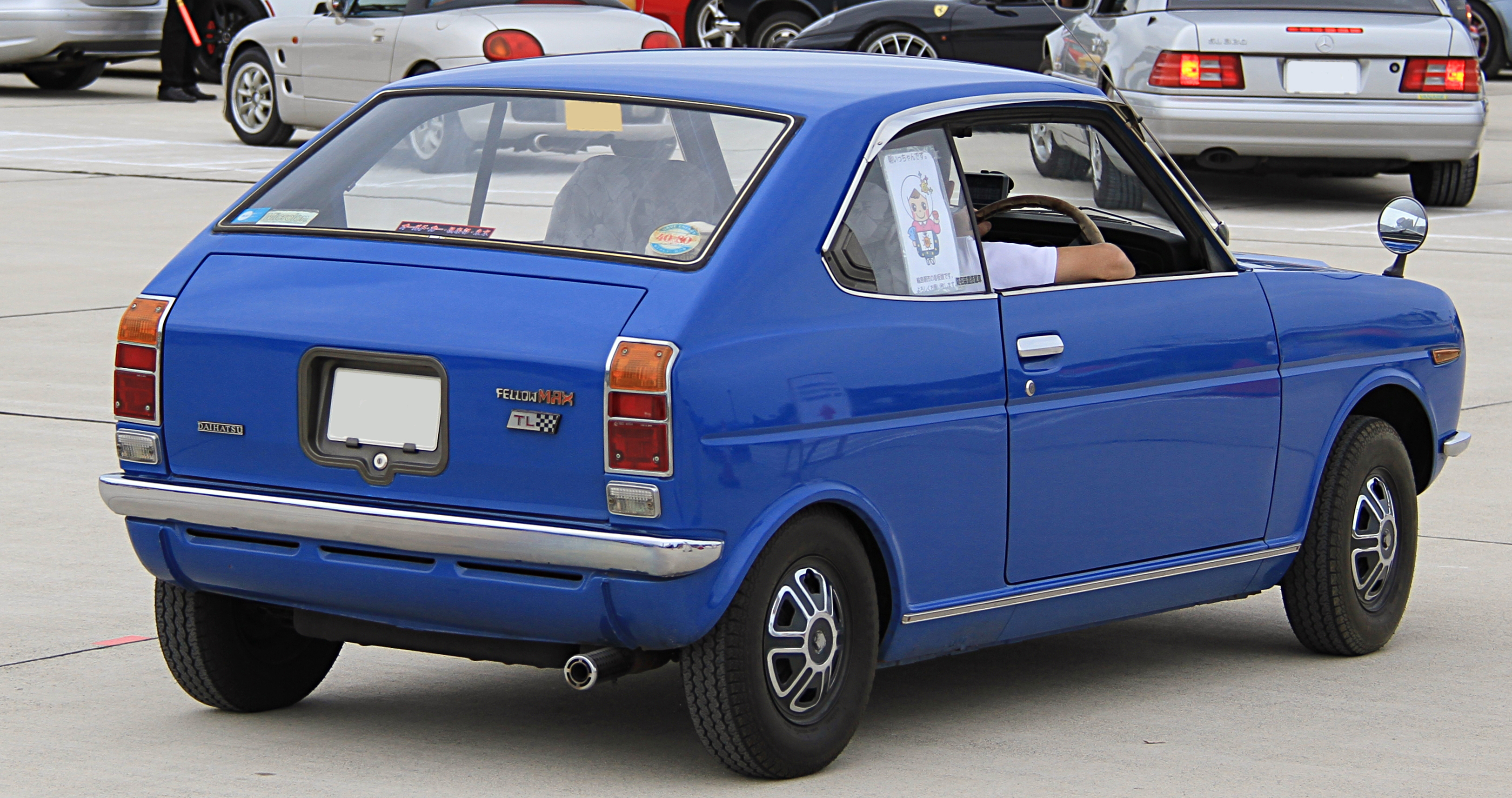
1972 Fellow Max Hardtop TL (вид сзади)

## 550 см3
В мае 1976 года, в связи с изменениями правил для кей-каров, объём двигателя Daihatsu Fellow Max был увеличен до 547 см3. Кодовое обозначение — L40/L40V. В некоторых маркетинговых материалах автомобиль упоминался как Max 550. Автомобиль приводился в движение четырёхтактным двухцилиндровым двигателем «AB10», разработанным с помощью компании Toyota. Конструкция верхнего распредвала (с ременным приводом) также имела сбалансированные оси для сглаживания изначально несбалансированной двухцилиндровой конструкции. Некоторое время двигатель AB10 применялся в Suzuki Fronte 7-S. Двигатель развивает мощность 21 кВт (28 л. с.) при 6000 об/мин и крутящий момент 38 Н⋅м при 3500 об/мин.
Длина была незначительно увеличена до 3120 мм, а ширина — до 1305 мм. Заявленная максимальная скорость составила 110 км/ч, что несколько ниже, чем у 360. Передняя часть и передние двери те же, что и у двухдверного Max, однако задняя часть имеет более квадратную форму. Задняя дверь разделена горизонтально. Заднее сиденье — складывающееся.

### Max Cuore

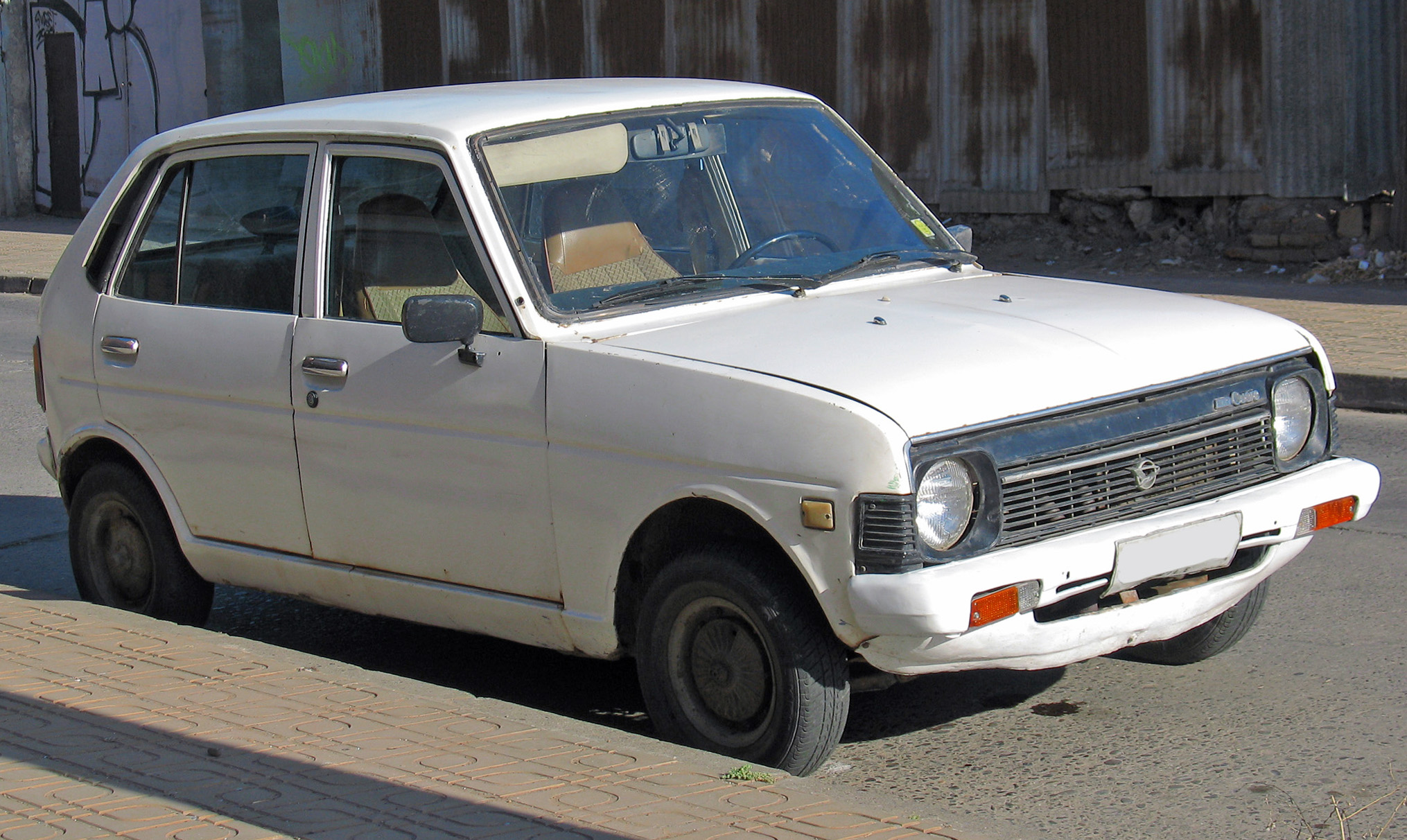
1981 Daihatsu (Max) Cuore

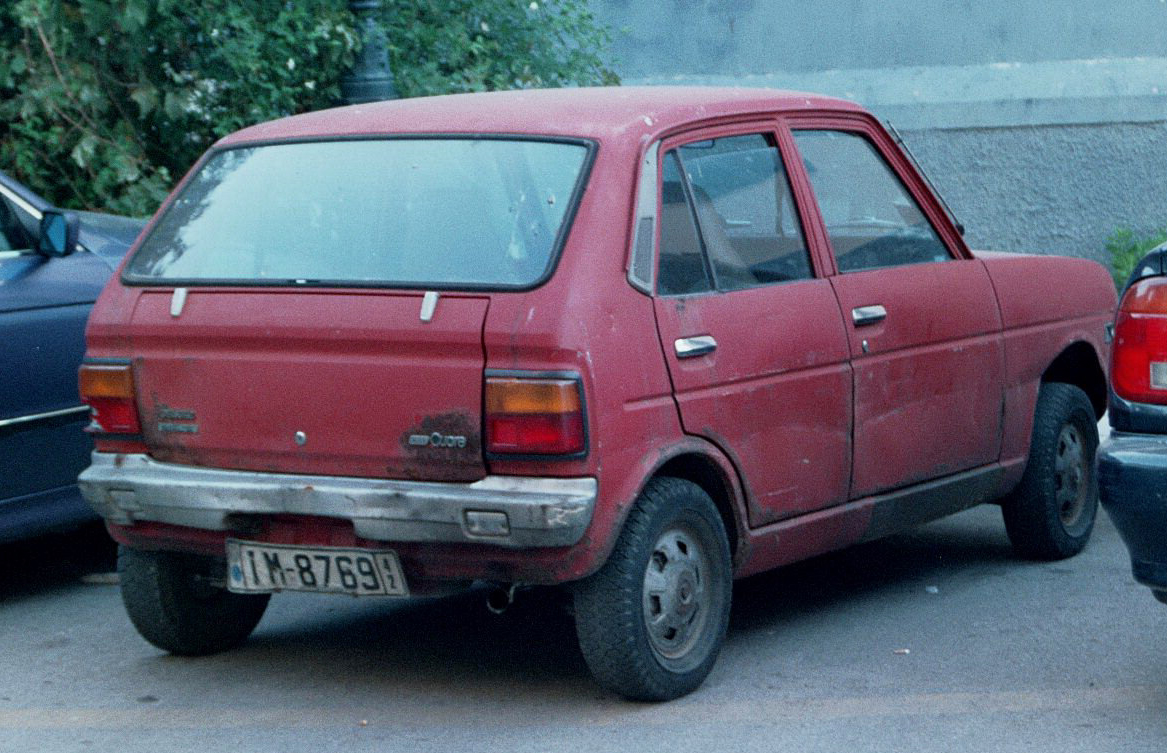
Вид сзади

Max Cuore (кодовое обозначение L45) был представлен в июле 1977 года. Ширина увеличена до 1395 мм. Длина седана — 3160 мм, а длина универсала — 3165 мм. К марту 1979 года автомобиль был переименован в Daihatsu Cuore, а мощность двигателя была увеличена до 23 кВт (31 л. с.) при 6000 об/мин. Крутящий момент — 41 Н⋅м. Двигатель оснащался системой контроля выбросов DECS (Daihatsu Economical Clean-up System) в целях соответствия более строгим стандартам выбросов 1978 года (53年). Изменения также коснулись радиаторной решётки, эмблемы, сидений, интерьера и экстерьера. Cuore с двигателем мощностью 21 кВт (29 л. с.) выпускался в комплектациях Standard, DeLuxe и Super DeLuxe.
С 1977 года во многих странах Европы автомобиль назывался просто Daihatsu Cuore, хотя на некоторых рынках автомобиль продолжал продаваться под индексом «Max». Экспортные версии оснащались тем же двигателем, что и Cuore Van на японском рынке. В 1980 году была представлена серия Daihatsu Mira. В Японии Max Cuore выпускался в комплектациях Standard (2 двери), Deluxe (2 или 4 двери), Custom (4 двери), Hi-Custom (2 или 4 двери) и Hi-Custom EX (4 двери).

## 2000-е

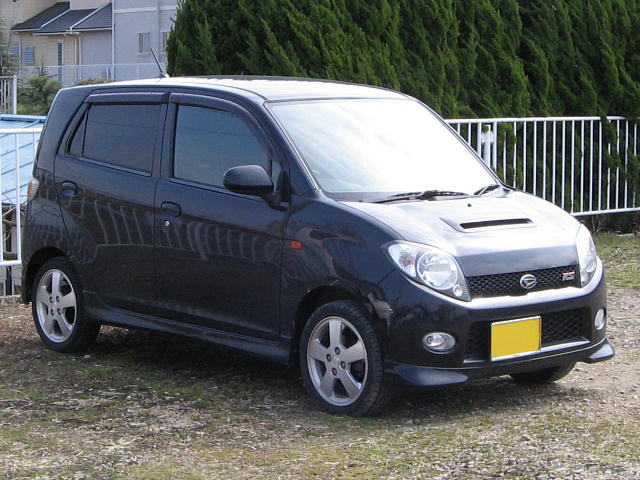
2001 Daihatsu Max

Daihatsu Max был представлен 10 октября 2001 года. Продажи автомобилей начались 1 ноября того же года. Технические характеристики те же, что и у Daihatsu Move, хотя высота снижена на 10 мм. В 2006 году автомобиль был снят с производства.